# Nuoto ai campionati mondiali di nuoto 2022 - Staffetta 4x200 metri stile libero maschile
La gara di nuoto della staffetta 4x200 metri stile libero maschile dei campionati mondiali di nuoto 2022 è stata disputata il 23 giugno 2022 presso la Duna Aréna di Budapest. Vi hanno preso parte 14 squadre nazionali.
La competizione è stata vinta dalla squadra statunitense, formata da Drew Kibler, Carson Foster, Trenton Julian e Kieran Smith, mentre l'argento e il bronzo sono andati rispettivamente alla squadra australiana, formata da Elijah Winnington, Zac Incerti, Samuel Short e Mack Horton, e a quella britannica, formata da James Guy, Jacob Whittle, Joe Litchfield e Thomas Dean.

## Podio
| Posizione | Nazione       | Atleti                                                                             |
| --------- | ------------- | ---------------------------------------------------------------------------------- |
| Oro       | Stati Uniti   | Drew Kibler Carson Foster Trenton Julian Kieran Smith Trey Freeman* Coby Carrozza* |
| Argento   | Australia     | Elijah Winnington Zac Incerti Samuel Short Mack Horton Brendon Smith*              |
| Bronzo    | Gran Bretagna | James Guy Jacob Whittle Joe Litchfield Thomas Dean Matthew Richards*               |

* Indica i nuotatori che hanno preso parte solo alle batterie

## Programma
| Data           | Ora (UTC+2) | Turno    |
| -------------- | ----------- | -------- |
| 23 giugno 2022 | 10:13       | Batterie |
| 23 giugno 2022 | 19:37       | Finale   |

## Record
Prima della competizione il record del mondo e il record dei campionati erano i seguenti:
| Record mondiale       | 6'58"55 | Stati Uniti Michael Phelps (1'44"49) Ricky Berens (1'44"13) David Walters (1'45"47) Ryan Lochte (1'44"46) | 31 luglio 2009 Roma, Italia |
| Record dei campionati | 6'58"55 | Stati Uniti Michael Phelps (1'44"49) Ricky Berens (1'44"13) David Walters (1'45"47) Ryan Lochte (1'44"46) | 31 luglio 2009 Roma, Italia |

Nel corso della competizione non sono stati migliorati.

## Risultati

### Batterie
| Pos. | Batteria | Corsia | Nazione       | Atleti | Tempo   | Note |
| ---- | -------- | ------ | ------------- | --- | ------- | ---- |
| 1    | 2        | 5      | Stati Uniti   | Carson Foster (1'45"62) Trey Freeman (1'46"91) Coby Carrozza (1'46"22) Trenton Julian (1'45"64)                                 | 7'04"39 | Q    |
| 2    | 2        | 6      | Brasile       | Fernando Scheffer (1'46"33) Vinicius Assunção (1'46"81) Murilo Sartori (1'47"11) Breno Correia (1'46"73)                        | 7'06"98 | Q,   |
| 3    | 1        | 3      | Ungheria      | Richárd Márton (1'46"52) Nándor Németh (1'47"17) Balázs Holló (1'47"03) Kristóf Milák (1'46"74)                                 | 7'07"46 | Q    |
| 4    | 1        | 2      | Corea del Sud | Hwang Sun-woo (1'46"42) Kim Woo-min (1'46"65) Lee Yoo-yeon (1'48"04) Lee Ho-joon (1'47"38)                                      | 7'08"49 | Q    |
| 5    | 1        | 6      | Cina          | Hong Jinquan (1'47"54) Zhang Ziyang (1'47"34) Chen Juner (1'48"45) Pan Zhanle (1'46"20)                                         | 7'09"53 | Q    |
| 6    | 2        | 4      | Gran Bretagna | Thomas Dean (1'46"71) Matthew Richards (1'48"21) Joe Litchfield (1'47"36) Jacob Whittle (1'47"48)                               | 7'09"76 | Q    |
| 7    | 2        | 3      | Francia       | Jordan Pothain (1'47"99) Hadrien Salvan (1'46"55) Roman Fuchs (1'46"97) Enzo Tesic (1'48"44)                                    | 7'09"95 | Q    |
| 8    | 1        | 4      | Australia     | Brendon Smith (1'49"14) Zac Incerti (1'46"44) Samuel Short (1'46"97) Mack Horton (1'47"43)                                      | 7'09"98 | Q    |
| 9    | 1        | 5      | Italia        | Stefano Ballo (1'47"63) Matteo Ciampi (1'47"27) Gabriele Detti (1'47"89) Stefano Di Cola (1'47"37)                              | 7'10"16 |      |
| 10   | 2        | 2      | Israele       | Denis Loktev (1'48"74) Bar Soloveychik (1'48"53) Daniel Namir (1'47"55) Gal Cohen Groumi (1'47"88)                              | 7'12"70 |      |
| 11   | 2        | 1      | Canada        | Ruslan Gaziev (1'48"57) Finlay Knox (1'48"48) Jeremy Bagshaw (1'49"23) Patrick Hussey (1'52"06)                                 | 7'18"34 |      |
| 12   | 2        | 7      | Singapore     | Glen Lim Jun Wei (1'50"64) Ardi Mohamed Azman (1'49"69) Jonathan Tan (1'51"31) Quah Zheng Wen (1'48"67)                         | 7'20"31 |      |
| 13   | 1        | 1      | Vietnam       | Trần Hưng Nguyên (1'51"27) Nguyễn Hữu Kim Sơn (1'52"86) Hoàng Quý Phước (1'50"79) Nguyễn Huy Hoàng (1'54"82)                    | 7'29"74 |      |
| 14   | 1        | 7      | Thailandia    | Tonnam Kanteemool (1'52"01) Dulyawat Kaewsriyong (1'54"33) Ratthawit Thammananthachote (1'57"29) Navaphat Wongcharoen (1'56"64) | 7'40"27 |      |

### Finale
| Pos.    | Corsia | Nazione       | Atleti                                                                                                   | Tempo   | Note |
| ------- | ------ | ------------- | --- | ------- | ---- |
| Oro     | 4      | Stati Uniti   | Drew Kibler (1'45"54 ) Carson Foster (1'45"04) Trenton Julian (1'45"31) Kieran Smith (1'44"35)           | 7'00"24 |      |
| Argento | 8      | Australia     | Elijah Winnington (1'45"83) Zac Incerti (1'45"51) Samuel Short (1'46"44) Mack Horton (1'45"72)           | 7'03"50 |      |
| Bronzo  | 7      | Gran Bretagna | James Guy (1'46"31) Jacob Whittle (1'46"80) Joe Litchfield (1'47"36) Thomas Dean (1'43"53)               | 7'04"00 |      |
| 4       | 5      | Brasile       | Fernando Scheffer (1'45"52) Vinicius Assunção (1'46"44) Murilo Sartori (1'46"34) Breno Correia (1'46"39) | 7'04"69 |      |
| 5       | 3      | Ungheria      | Richárd Márton (1'48"12) Nándor Németh (1'45"73) Balázs Holló (1'47"74) Kristóf Milák (1'44"68)          | 7'06"27 |      |
| 6       | 6      | Corea del Sud | Hwang Sun-woo (1'45"30) Kim Woo-min (1'46"57) Lee Yoo-yeon (1'48"28) Lee Ho-joon (1'46"78)               | 7'06"93 |      |
| 7       | 1      | Francia       | Jordan Pothain (1'48"41) Léon Marchand (1'47"59) Roman Fuchs (1'46"27) Hadrien Salvan (1'46"51)          | 7'08"78 |      |
| 8       | 2      | Cina          | Hong Jinquan (1'47"74) Zhang Ziyang (1'47"95) Chen Juner (1'49"53) Pan Zhanle (1'45"71)                  | 7'10"93 |      |